# Långnäbbad kråka
Långnäbbad kråka (Corvus validus) är en fågel i familjen kråkfåglar inom ordningen tättingar.

## Utseende och läte
Långnäbbad kråka gör skäl för sitt namn med en påtagligt lång och kraftig näbb som syns väl även i flykten. Fjäderdräkten är lilaglansigt svartaktig, med tydligt ljust öga. Ungfågeln har mörkt öga och saknar glans. Lätena som ofta hörs och upprepas består av ljusa "krak-krak-krak".

## Utbredning och systematik
Fågeln förekommer i norra Moluckerna (Morotai, Halmahera, Kayoa, Bacan, Obi, Kasiruta). Den behandlas som monotypisk, det vill säga att den inte delas in i några underarter.

## Levnadssätt
Långnäbbad kråka hittas i trädkronor i områden med träd. Där ses den vanligen i små, aktiva och ljudliga grupper.

## Status och hot
Arten har ett stort utbredningsområde, men tros minska i antal, dock inte tillräckligt kraftigt för att den ska betraktas som hotad. Internationella naturvårdsunionen IUCN listar arten som livskraftig (LC).